# Lisca Bianca
La isla de Lisca Bianca (del italiano: Isola di Lisca Bianca) es una pequeña isla, que pertenece al archipiélago de las Eolias, en la región de Sicilia, parte del país europeo de Italia.
Se encuentra a unos 3 km al este de Panarea.
La isla, junto con varias rocas vecinas (Dattilo, Bottaro, Lisca Nera y otros), constituyen los restos de antiguas chimeneas volcánicas pertenecientes al aparato de Panarea, que se formó hace unos 130.000 años atrás.